# Elena Paparizou
Elena Paparizou (Grieks: Έλενα Παπαρίζου) (Borås, 31 januari 1982), internationaal bekend als Helena Paparizou, is een Zweeds-Griekse zangeres, songwriter en televisiepersoonlijkheid.

## Biografie
Paparizou is geboren en opgevoed in Zweden door haar Griekse ouders en ging er naar verschillende muziek- en zangscholen. Ze heeft een zuster en een oudere broer. In 1985 verhuist de familie terug naar Griekenland, omdat Helena niet zo goed tegen de koude Scandinavische lucht kon vanwege haar astma. Na twee jaar keert zij terug naar haar geboorteland om een leven op te starten in Gotenburg. Grieks was haar eerste taal en ze had weinig tot geen Zweedse vrienden omdat ze op een Griekstalige school zat.
Helena was al van kleins af aan geïnteresseerd in muziek, theater en kunst. Ze ging naar verschillende muziek- en theaterscholen. Op haar 14e begon ze haar eerste groep/band, 'Soul Funkomatic' met drie vriendinnen. Na twee jaar hielden ze ermee op.
Op 29 oktober 1998 stierven dertien goede vriendinnen van Helena tijdens een grote brand in een bekende nachtclub in Gotenburg. Het raakte haar hard, want normaal gezien was zij ook van plan om er die avond naar toe te gaan, maar haar ouders lieten het niet toe. Na dit voorval besloot Helena om het zingen achter zich te laten. Ze focuste zich voortaan op theater, muziek en kunst.

### Carrière
In 1999 startte ze haar carrière in Zweden samen met een vriend, Nikos Panagiotidis. Ze vormden de groep 'Antique', die internationale bekendheid kreeg na hun deelname aan het Eurovisiesongfestival 2001 in de Deense hoofdstad Kopenhagen.
Na enkele succesvolle jaren stopte 'Antique' met muziek maken. In 2004 startte Helena haar solocarrière en haar eerste single, 'Anapandites Klisis' ('Gemiste oproepen') was onmiddellijk een groot succes in Griekenland en topte de hitlijsten. Het jaar erop vertegenwoordigde Helena Griekenland op het Eurovisiesongfestival in Kiev, Oekraïne met het lied 'My number one'. Al van bij het begin was ze een van de kanshebbers voor de eindoverwinning. De polls en bookmakers hadden gelijk: Helena won de populaire zangwedstrijd met een totaal van 230 punten. Het was de eerste keer dat Griekenland het Songfestival won. Deze overwinning betekende het begin van een groot succes voor de toen nog niet zo bekende zangeres.
Helena heeft in de periode van 2005 tot 2014 cd's uitgebracht, die allemaal een enorm succes kenden in Griekenland en daarbuiten. Ze ontving talloze awards en prijzen voor haar enorme groei als zangeres en persoonlijkheid. Hiernaast verschijnt ze regelmatig op televisieshows en praatprogramma's. Toneel en theater is een ook een grote passie en hobby van haar.

### Antique
In 1999 werd Paparizou gevraagd om een demoversie te maken van Notis Sfakianakis' hit 'Opa Opa'. Omdat de liedjestekst nogal vanuit een mannelijk perspectief geschreven was, vroeg ze haar vriend Nikos Panagiotidis om samen met haar te zingen. Samen vormden ze dan later de groep 'Antique'. Ze zongen voor het onafhankelijke platenlabel Bonnier Music. De naam 'Antique' werd gekozen omdat ze zowel traditionele Griekse muziek als moderne invloeden in hun singles gebruikten.
Hun eerste single, 'Opa Opa' was een enorm succes in Zweden en Noorwegen. Het liedje kwam in beide landen de hitparades binnen. Hun volgende singles, nl. 'Dinata Dinata', 'Morou mou' en 'Follow me' waren ook alle drie hits in Zweden. Ook in andere Europese landen, zoals het Verenigd Koninkrijk en Bulgarije kenden zij succes.
'Antique' was dan wel een bekende groep in Scandinavië en delen van Europa, maar in Griekenland zelf waren zij relatief onbekend. Daar kwam echter een verandering in na hun deelname aan de Griekse voorronde voor het Eurovisiesongfestival 2001 in Denemarken. Zij mochten dan naar Kopenhagen gaan met het liedje 'Die for you'. De inzending strandde op een eervolle derde plaats met 147 punten, tot dan toe de hoogste score ooit voor Griekenland. 'Die for you' was hun grootste hit in Griekenland. In Zweden en andere Europese landen brak het liedje ook door. Na hun deelname groeide hun bekendheid in de Griekse wereld.
In 2003 verliet Paparizou de band en startte ze haar solocarrière.

### 2003-2005: Solocarrière, 'Protereotita' en Eurovisiesongfestival 2005
Eind 2003 tekende Helena Paparizou een solocontract bij Sony Music en lanceerde ze haar debuutsingles 'Anapandites Kliseis' en 'Treli Kardia'. Beiden kwamen in de top van de Greek Top 50 singles Chart binnen, en werden met goud bekroond door IFPI Griekenland. In 2003 was Helena tijdens vele concerten van bekende Griekse artiesten, zoals Sakis Rouvas en Antonis Remos, de openingsact. Op die manier begon ze steeds meer populariteit en naambekendheid te krijgen. In 2004 kreeg Helena voor de videoclip van 'Anapandites Kliseis' de MAD Music Video Award (MMVA) voor de categorie 'Best Dance Video'.
Op 24 juni 2004 gaf Helena haar debuutalbum 'Protereotita' uit. 'Antitheseis', 'Katse Kala' en 'Stin Kardia Mou Mono Thlipsi' werden als singles uitgebracht. Ze kregen gevarieerde reacties en meningen. Het album kreeg de Arion award voor 'Best Female Pop Singer'. De videoclips van 'Katse Kala' en 'Treli Kardia' wonnen respectievelijk de MMVA awards voor 'Best Female Video' en 'Best Direction'.
Paparizou werd gekozen om Griekenland te vertegenwoordigen op het Eurovisiesongfestival 2005 in Kiev, Oekraïne. Het liedje 'My number one', met tekst geschreven door Dantis en Natalia Germanou werd door tele -en juryvoting verkozen als inzending van Griekenland. Om haar single te promoten, tourde ze in Europa. Er werd een grote som geld gespendeerd om Griekenland internationaal te promoten om zo een mogelijke overwinning te garanderen.
Op 21 mei 2005 won Helena het Eurovisiesongfestival, de 1e en tot nu toe nog enige Griekse overwinning van de populaire wedstrijd. Het liedje kreeg 230 punten. Haar overwinning veroorzaakte enorme vieringen en gejuich op de Atheense straten en zij werd ook uitgenodigd op het kabinet van de premier. De overwinning betekende een serieuze doorbraak voor haar als artiest, zowel in Griekenland als in de wereld. Ze veranderde zo van een relatief kleine zangeres naar een grote bekendheid.
Na haar overwinning gaf ze concerten in alle landen die haar 12 punten hadden gegeven, waaronder België, Bulgarije en Zweden.
Ze bracht later een aangepaste en bewerkte versie van het album 'Protereoteita' uit, nl. 'Protereoteita: the Euro edition', die haar 1e nummer één album was. De singles 'The light In Our Soul', 'A Brighter Day' en 'My Number One' waren enorme hits, zowel in Griekenland als in andere Europese landen. 'My Number One' werd gelanceerd in de Verenigde Staten met remixes, piekend op nummer 8 in de Bilboard Hot Dance Club Play Chart.
In november 2005 lanceerde ze haar nieuwste single, 'Mambo!', haar meest succesvolle single tot nu toe. In 2006 brak het door in meerdere Europese landen.

## 2006-2007: 'Iparhi Logos', 'The Game of love' en soundtracks

### Vrisko to logo na zo
Op 12 juni 2008 presenteerde Elena Paparizou haar nieuwe album Vrisko to logo na zo. Ook hiermee won zij vele verschillende prijzen, zoals Vrouwelijke Artiest van het Jaar, Video van het Jaar etc. Het album werd al goud in de eerste week.
Na Vrisko to logo na zo nam Paparizou nog de Tha mai allios op. Zij won hiermee de MTV Europe Award voor de beste Griekse Act.

### Giro Apo T'Oneiro
De nieuwe cd van Elena is genaamd Γιρο απο τ'ονειρο. De cd is al uitgebracht in Griekenland en Cyprus. De download van deze cd is al op iTunes aanwezig. De oorspronkelijke release in Nederland stond op 12 april gepland.

## Discografie
| Single met eventuele hitnotering(en) in de Nederlandse Top 40 | Datum van verschijnen | Datum van binnenkomst | Hoogste positie | Aantal weken | Opmerkingen |
| ------------------------------------------------------------- | --------------------- | --------------------- | --------------- | ------------ | ----------- |
| My number one                                                 |                       | 18-06-2005            | tip 11          |              |             |

| Single met hitnotering(en) in de Vlaamse Ultratop 50 | Datum van verschijnen | Datum van binnenkomst | Hoogste positie | Aantal weken | Opmerkingen |
| ---------------------------------------------------- | --------------------- | --------------------- | --------------- | ------------ | ----------- |
| My number one                                        | 2005                  |                       | 10              | 14           |             |
| Mambo                                                | 2006                  | 03-06-2006            | 18              | 16           |             |

- 1e cd: Anapantites Klisis ("Unanswered calls", mini-cd)
- 2e cd: Protereiotita ("Priorities")
- 3e cd: Protereiotita (Euro Edition, dubbel-cd)
- 4e cd: Yparxei Logos (dubbel-cd)
- 5e cd: The Game of Love
- 6e cd: Vrisko to logo na zo
- 7e cd: Giro Apo T'Oneiro

Ook brengt Paparizou regelmatig tussentijdse singles uit die nog niet op albums zijn verschenen. In 2009 was dat Tha Mai Allios. Deze single is ook gemaakt om het frisdrankmerk IVI bekendheid te geven.
- Gemeinsame Normdatei: 135441617
- International Standard Name Identifier: 0000 0001 3231 4686
- MusicBrainz: 28a40a67-ecd3-432a-be2f-51490a7743ec
- LIBRIS: 381050
- Virtual International Authority File: 313410803
- WorldCat: E39PBJx8yTMKWW6rjDbRMtmrv3

1974: Marinella · 
1976: Mariza Koch · 
1977: Pascalis, Marianna, Robert & Bessy · 
1978: Tania Tsanaklidou · 
1979: Elpida · 
1980: Anna Vissi & Epikouri · 
1981: Yiannis Dimitras · 
1983: Kristi Stassinopoulou · 
1985: Takis Biniaris · 
1987: Bang · 
1988: Afroditi Frida · 
1989: Mariana Efstratiou · 
1990: Christos Callow & Wave · 
1991: Sophia Vossou · 
1992: Cleopatra · 
1993: Katerina Garbi · 
1994: Kostas Bigalis & The Sea Lovers · 
1995: Elina Konstantopoulou · 
1996: Mariana Efstratiou · 
1997: Marianna Zorba · 
1998: Thalassa · 
2001: Antique · 
2002: Michalis Rakintzis · 
2003: Mando · 
2004: Sakis Rouvas · 
2005: Elena Paparizou · 
2006: Anna Vissi · 
2007: Sarbel · 
2008: Kalomira · 
2009: Sakis Rouvas · 
2010: Giorgos Alkaios & Friends · 
2011: Loukas Giorkas feat. Stereo Mike · 
2012: Eleftheria Eleftheriou · 
2013: Koza Mostra feat. Agathonas Iakovidis · 
2014: Freaky Fortune feat. RiskyKidd · 
2015: Maria Elena Kiriakou · 
2016: Argo · 
2017: Demy · 
2018: Gianna Terzi · 
2019: Katerine Duska · 
2021: Stefania · 
2022: Amanda Tenfjord · 
2023: Victor Vernicos · 
2024: Marina Satti · 
2025: Klavdia
1956: Lys Assia · 
1957: Corry Brokken · 
1958: André Claveau · 
1959: Teddy Scholten · 
1960: Jacqueline Boyer · 
1961: Jean-Claude Pascal · 
1962: Isabelle Aubret · 
1963: Grethe & Jørgen Ingmann · 
1964: Gigliola Cinquetti · 
1965: France Gall · 
1966: Udo Jürgens · 
1967: Sandie Shaw · 
1968: Massiel · 
1969: Frida Boccara, Lenny Kuhr, Salomé, Lulu · 
1970: Dana · 
1971: Séverine · 
1972: Vicky Leandros · 
1973: Anne-Marie David · 
1974: ABBA · 
1975: Teach-In · 
1976: Brotherhood of Man · 
1977: Marie Myriam · 
1978: Izhar Cohen & The Alphabeta · 
1979: Gali Atari & Milk & Honey · 
1980: Johnny Logan · 
1981: Bucks Fizz · 
1982: Nicole · 
1983: Corinne Hermès · 
1984: Herreys · 
1985: Bobbysocks · 
1986: Sandra Kim · 
1987: Johnny Logan · 
1988: Céline Dion · 
1989: Riva · 
1990: Toto Cutugno · 
1991: Carola Häggkvist · 
1992: Linda Martin · 
1993: Niamh Kavanagh · 
1994: Paul Harrington & Charlie McGettigan · 
1995: Secret Garden · 
1996: Eimear Quinn · 
1997: Katrina & the Waves · 
1998: Dana International · 
1999: Charlotte Nilsson · 
2000: Olsen Brothers · 
2001: Tanel Padar, Dave Benton & 2XL · 
2002: Marie N · 
2003: Sertab Erener · 
2004: Ruslana · 
2005: Elena Paparizou · 
2006: Lordi · 
2007: Marija Šerifović · 
2008: Dima Bilan · 
2009: Alexander Rybak · 
2010: Lena Meyer-Landrut · 
2011: Ell & Nikki · 
2012: Loreen · 
2013: Emmelie de Forest · 
2014: Conchita Wurst · 
2015: Måns Zelmerlöw · 
2016: Jamala · 
2017: Salvador Sobral · 
2018: Netta Barzilai ·
2019: Duncan Laurence ·
2021: Måneskin ·
2022: Kalush Orchestra ·
2023: Loreen ·
2024: Nemo